# Opper-Lausitzs voetbalkampioenschap 1911/12 (Zuidoost-Duitsland)
In 1911/12 werd het tweede Opper-Lausitzs voetbalkampioenschap gespeeld, dat georganiseerd werd door de Zuidoost-Duitse voetbalbond. 
SC Preußen 1906 Görlitz werd kampioen en plaatste zich voor de Zuidoost-Duitse eindronde. Ze verloren in de eerste ronde met 2:0 van ATV Liegnitz.

## Finale
|               |                         |       |               |  |
| 12 maart 1912 | SC Preußen 1906 Görlitz | 3 – 0 | FC Hirschberg |  |
| 12 maart 1912 |                         |       |               |  |